# Wangaratta Airport
Wangaratta Airport är en flygplats i Australien. Den ligger i regionen Wangaratta och delstaten Victoria, omkring 200 kilometer nordost om delstatshuvudstaden Melbourne.
Närmaste större samhälle är Wangaratta, nära Wangaratta Airport.
Trakten runt Wangaratta Airport består till största delen av jordbruksmark. Runt Wangaratta Airport är det mycket glesbefolkat, med 2 invånare per kvadratkilometer. Genomsnittlig årsnederbörd är 1 060 millimeter. Den regnigaste månaden är juli, med i genomsnitt 135 mm nederbörd, och den torraste är november, med 44 mm nederbörd.